# Hypobathrum racemosum
Hypobathrum racemosum är en måreväxtart som först beskrevs av William Roxburgh, och fick sitt nu gällande namn av Wilhelm Sulpiz Kurz. Hypobathrum racemosum ingår i släktet Hypobathrum och familjen måreväxter. Inga underarter finns listade i Catalogue of Life.